# Hans Georg Garde
Hans Georg Garde (9. juni 1790 – 16. januar 1875) var en dansk søofficer og historisk forfatter.

## Uddannelse og karriere
H.G. Garde var en søn af Peder Schwane Garde, inspektør ved korntørringsanstalten (født 8. december 1759 død 7. november 1806) og Anne Cathrine født Reistrup (født 5. februar 1764 død 23. maj 1819). Garde blev født i København, blev 1802 kadet, 1805 sekondløjtnant i flåden, 1811 premierløjtnant, 1819 kaptajnløjtnant, 1829 kaptajn, 1840 kommandørkaptajn og 1844 kommandør. 3. august 1851 afskedigedes han af tjenesten i nåde og med pension.
Under krigen mod englænderne blev Garde 1807 chef for kanonbåden "Næstved", med hvilken han deltog i kampen på Reden mod den engelske lette eskadre. Senere i krigen (1810) ansattes han på den kanonbådsafdeling, som havde station ved Slesvigs vestkyst. Året efter, mens han endnu opholdt sig der, havde han et sammenstød med den fordrevne svenske konge Gustav 4. Adolf, som havde begivet sig til Helgoland og der fra hos Garde anmodede om hjælp til at komme over til Danmark. Garde afslog begæringen, og da Gustav Adolf alligevel gjorde forsøg på landgang, tog Garde ham til fange i Tønning.
Fra 1814-18 var Garde indrulleringsofficer i Tønning. Året efter gik han som næstkommanderende med briggen "St. Thomas" til Vestindien; her lå allerede korvetten "Najaden", og da så vel dennes chef som næstkommanderende døde på stationen, blev det ham overdraget 1821 at hjemføre korvetten.
Efter at have været chef for vagtskibe i 1826-29 fungerede han fra 1834-51 som inspektionsofficer ved Søetatens drengeskole, men var dog ofte i mellemtiden på togt, således 1837 som chef for korvetten "Diana" og 1844 i lignende stilling med fregatten "Gefion", der førte kronprins Frederik til Skotland og Færøerne og senere gik i eskadre til Gibraltar og Marokko, hvor der i forening med en svensk-norsk styrke indlededes underhandlinger om ophævelse af den tribut, Danmark i lang tid havde ydet for at fri handelsskibene for sørøveroverfald. På hjemturen medtog han Thorvaldsens sidste arbejder.

## Egenførde 1850
I 1849 udnævntes Garde til eskadrechef på Slesvigs østkyst, men underlagdes generalkommandoen. Det var fra denne, han fik ordre til at lade foretage en demonstration på Egernførde fjord til understøttelse af et påtænkt angreb med tropper på tyskernes stilling. Senere opgav man dog at sende tropperne frem, og foretagendet blev derfor overladt alene til flåden. Det sørgelige udfald af denne kamp 5. april, hvor linjeskibet Christian VIII (kommandørkaptajn Frederik August Paludan) sprang i luften med en del af sin besætning, mens fregatten Gefion (kaptajn Johan Anton Meyer) måtte overgive sig, er senere blevet lagt Garde meget til last, men skyldtes dog snarest på den ene side uklar besked til flåden sammen med mangel på samvirken mellem de forskellige værn og på den anden side en højst uklar forestilling hos de pågældende skibschefer om, hvad skibe med datidens skyts og uøvede besætninger formåede at udrette over for faste batterier, i forbindelse med en let forklarlig lyst til at udøve en rask våbendåd.
Selv med denne forkerte opfattelse af de indbyrdes styrkeforhold ville udfaldet af kampen sikkert ikke være blevet så ulykkeligt for os, hvis ikke en hel kæde af uheld havde slået sig sammen, hvorved det dels blev de store sejlskibe umuligt at bringe deres betydelige kanonantal i virksomhed, dels senere, da kampen gik dem imod, at komme ud, uagtet de havde hjuldampere inde på fjorden for at bugsere dem, om fornødent. Hvorledes man nu end vil bedømme denne for den danske marine såre sørgelige affære, står det dog hævet over tvivl, at Garde kun har haft ringe direkte skyld, og den temmelig skånselsløse dom, en senere forfatter har fældet over ham, er ubeføjet. Mens overgeneralen, Christoph von Krogh, og hans stabschef, oberst Frederik Læssøe, blev afsatte efter denne affære, idømtes Garde sammen med Paludan fæstningsarrest ved krigsrettens dom.

## Historiker
Ved siden af sin virksomhed som søofficer har Garde indlagt sig stor fortjeneste som sømilitær forfatter. I 1832-35 udgav han således i 4 bind Efterretninger om den danske og norske Sømagt, 1852 Den dansk-norske Sømagts Historie 1700-1814, 1861 sammes historie fra 1535-1700, hvilke værker til dels, – indtil den endnu ikke færdiggjorte Den danske flådes historie (1990- ) er komplet, må anses for de betydeligste i sin slags om dette emne i Danmark. 1840 udgav han desuden en Geografi forenet med Historie og Naturbeskrivelse og 1842 en levnedsbeskrivelse af Niels Juel. Som anerkjendelse af hans forfattervirksomhed blev han 1843 valgt til medlem af Det kongelige danske Selskab for Fædrelandets Historie og var dette selskabs kasserer i perioden 1857-1867.
Garde blev gift 15. maj 1814 med Dorothea (Doris) Mechlenburg (født 7. december 1793, død 5. juli 1847 i Farum), datter af sognepræst på Amrum Chr. Riese Mechlenburg. og Naomi Dorothea født Petersen fra Dagebøl; i sit ægteskab havde han 15 børn, hvoraf 2 senere bleve søofficerer. Selv døde han i Farum, hvor han i sine senere år opholdt sig.

## Forfatterskab
- H.G. Garde: Efterrentninger om den danske og norske søemagt; Første Bind; Kjøbenhavn 1832; Andet Bind; Kjøbenhavn 1833
- H.G. Garde: Efterrentninger om den danske og norske søemagt; Tredie Bind; Kjøbenhavn 1833
- H.G. Garde: Efterrentninger om den danske og norske søemagt; Fjerde Bind; Kjøbenhavn 1835
- H.G. Garde: "Bidrag til Sømagtens Historie 1814—48" (Historisk Tidsskrift, Bind 3. række, 5 (1866); s. 165-216) Arkiveret 10. januar 2014 hos  Wayback Machine